# Fraps (Software)
Fraps (zusammengesetzt aus Frames per second) ist ein Screencast- und Echtzeitvideoaufnahmeprogramm für DirectX- und OpenGL-Anwendungen. Es wird häufig zur Bestimmung der Computerleistung bei Spielen als auch zur Aufnahme von Computerspielszenen verwendet. Das Programm ist bei Amateur-Machinima-Filmern sehr beliebt. Fraps ist nur als Kaufversion durch Digitale Distribution erhältlich.
Am 19. Mai 2003 wurde mit Version 1.9d die letzte Fassung als Freeware veröffentlicht. Die aktuelle Demoversion platziert ein nicht entfernbares Fraps-Zeichen als digitales Wasserzeichen an die obere Ecke des Videos und die Aufnahmezeit ist auf 30 Sekunden beschränkt. In der Vollversion werden Videos ohne das Fraps-Logo aufgezeichnet. Darüber hinaus beträgt die maximale Auflösung 7680 × 4800 und die Bildwiederholrate 120 Bilder pro Sekunde. Bei aktivierter Aufnahme wird die Bildwiederholrate von Fraps an die des aufzunehmenden Programms angepasst (meistens 30 fps). Obwohl 30 fps der Durchschnitt sind, können bereits leistungsschwache Computer bzw. Computer mit geringen Datenübertragungsraten sowie umfangreiche Programme die Bildwiederholrate drastisch verringern und zu ruckelnden Aufnahmen führen.
Die letzte aktuelle Version wurde am 26. Februar 2013 zum Herunterladen bereitgestellt.

## Bildschirmfotos
Die Aufnahme von einzelnen Screenshots wird zumeist vom Betriebssystem oder der grafischen Benutzeroberfläche als Funktion zur Verfügung gestellt. Wenn dies bei einem Programm nicht funktioniert, weil es grafische Programmierschnittstellen wie DirectX oder OpenGL benutzt, können mit Fraps Screenshots gemacht werden.